# Turbogenerátor RP4

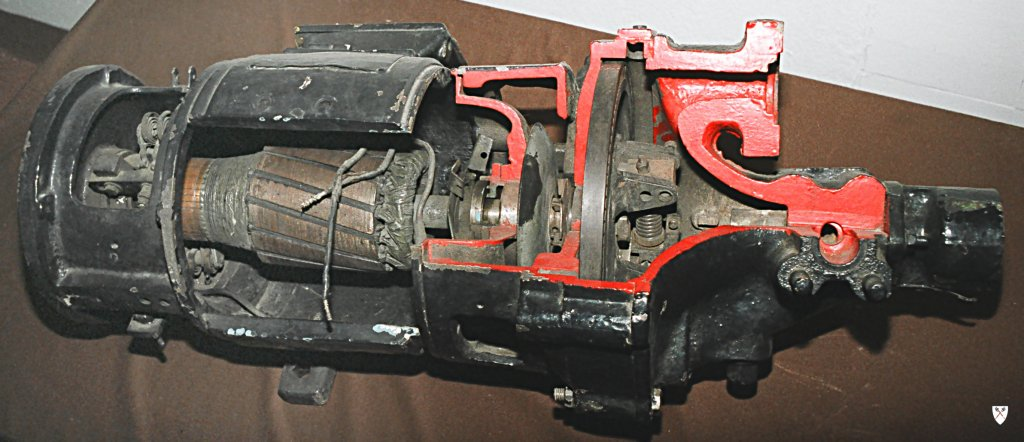
Řez turbogenerátorem
(vlevo dynamo, vpravo turbína)

Turbogenerátor RP4 byl spolu s podobným typem FIS-TD nejobvyklejší turbogenerátorem osazovaný na parní lokomotivy ČSD. Oba generátory měly elektrický výkon 500 W a napětí 24 V. Sloužily k napájení reflektorů, návěstních světel a osvětlení kabiny a přístrojů. Pracovní otáčky jsou 1800 ot/min (RP4), resp. 2500 ot/min (FIS-TD)
Turbína obou generátorů má jediné oběžné kolo, na kterém však probíhá celkem sedminásobná expanze páry. Pára je pomocí postupně se rozšiřujících kanálů ve skříni generátoru přiváděna na obvod oběžného kola vícekrát. Využitá pára je odváděna krátkou trubkou nad tělo generátoru. Ten bývá obvykle montován na kotel před budku, výfuk je proto třeba odvést tak, aby pára obsluze lokomotivy nebránila ve výhledu.
Elektrickým generátorem je dynamo s automatickou regulací. Celý turbogenerátor je vestavěn do kompaktní skříně. 